# Consolidated XB-24
Pour un article plus général, voir Consolidated B-24 Liberator.
Le Consolidated XB-24, appareil de préproduction du B-24, naît fin 1938 lorsque l'United States Army Air Corps (USAAC) fait des démarches auprès de Consolidated Aircraft Corporation (CAC) dans l'intention d'ouvrir une seconde ligne de production pour le B-17 Flying Fortress de Boeing. Le président de Consolidated Aircraft, Reuben Fleet, ainsi que le concepteur en chef Isaac Laddon, après avoir passé en revue les chaînes d'assemblage de Seattle, ont estimé que Consolidated Aircraft pourrait construire un bombardier meilleur et plus moderne que le B-17.

## Genèse du projet
En utilisant un modèle profil d'aile très évolué créé par David Davis, ainsi que la double dérive conçue pour l'hydravion à coque Model 31, le tout fixé sur un nouveau fuselage. Ce nouveau fuselage est intentionnellement conçu autour des deux soutes à bombes, chacune ayant la taille et la capacité de celle du B-17.
Basé sur plusieurs maquettes, la spécification de type #C-212 est émise le 1er février 1939 ; elle est spécialement élaborée pour que Model 32 soit le projet gagnant.

## Historique
Le 30 mars 1939, le contrat officiel pour le premier B-24 est signé.
Après les premiers essais, le XB-24 est jugé faible dans plusieurs domaines. Une défaillance majeure du prototype est son échec à atteindre la vitesse maximale stipulée dans le contrat. Tel qu'il est construit, la vitesse maximale du XB-24 est seulement de 273 mph (440 km/h) au lieu de 311 mph (500 km/h). En conséquence, les Pratt & Whitney R-1830-33 à compresseur mécanique sont remplacés par les R-1830 turbocompressés. De plus, l'empennage est élargi de 60 cm, et les tubes de Pitot sont transférés des ailes au fuselage. Le XB-24 est ensuite redésigné XB-24B — ces changements devenant standards sur tous les B-24 construits à partir du modèle B-24C.
L'USAAC commande au départ sept YB-24 sous le contrat CAC #12464 en avril 1939, mais comme le prototype, ces appareils sont construits à la main et ne sont pas considérés comme disposés au combat. Comme la Royal Air Force et l'armée de l'air française sont des clients de l'avion, les six premiers YB-24 sont mis en vente pour un achat direct sous le contrat CAC #F-677 le 9 novembre 1940 ; ils sont redésignés LB-30A. Le septième appareil est utilisé par Consolidated et l'USAAC pour tester les équipements de protection ainsi que les réservoirs auto-obturants. Initialement, ces avions doivent recevoir les serials 39-681 à 39-687. En raison des retards avec les achats, les serial sont toutefois changés en 40-696 à 40-702. Quand la RAF achète les six premiers YB-24, les serials sont réattribués à des B-24D.
La RAF, comme l'USAAC, trouve les LB-30 inadaptés au combat et ils sont affectés au Ferry Service transatlantique entre le Canada et Prestwick (Écosse). Les appareils sont tous modifiés à Montréal pour une utilisation hors des combats. Les changements incluent le retrait de tous les armements, l'installation des sièges passagers et une révision des systèmes de chauffage et d'oxygène en cabine.

## Versions
XB-24
Le premier de la lignée Liberator, premier vol le 29 décembre 1939
XB-24B
Modification du XB-24 au printemps 1940 avec des moteurs Pratt & Whitney R-1830-41 turbocompressés, un empennage horizontal plus large, déplacement des prises de pression statique ; il est redésigné XB-24B.
YB-24
Livré en décembre 1940 et assigné au transport avec le Flight no 1425 de la RAF sur les itinéraires transatlantiques.
Liberator LB-30A
Désignation de Consolidated pour les avions de transport livrés à la RAF à partir de décembre 1940

## Historique de chaque appareil
XB-24
- 39-556 est livré le 18 mars 1940 et est le premier à voler dans l'USAAC. Au printemps 1940, le XB-24 est midifié avec des moteurs turbocompressés (P&W R-1830-41) un empennage horizontal plus large, les prises de pression statique déplacées et est redésign XB-24B.

XB-24B
- 39-680 est modifié en transport de VIP pour le personnel de CAC en 1944 ; il est vendu pour la ferraille le 20 juin 1946 à Brookley Field (en) à Mobile (Alabama).

YB-24
- 40-702 (numéro de série 173) est livré en décembre 1940, affecté à Wright Field à Dayton (Ohio) ; il est vendu pour la ferraille le 28 mars 1944 à MacDill Field à Tampa (Floride).

LB-30Alivrés en décembre 1940 et affectés au Flight no 1425 de la RAF sur les routes transatlantiques.
- AM258 (ancien 40-696, numéro de série 167) est vendu pour la ferraille le 25 juin 1946 à Albuquerque (Nouveau-Mexique).

- AM259 (ancien 40-697 no 168) est cédé à la BOAC avec l'immatriculation G-AGCD ; il entre en collision avec un A-20 Havoc de l'URSS le 5 janvier 1943.

- AM260 (ancien 40-698, no 169) s'écrase et prend feu au décollage à Heathfield Airfield à Ayr en Écosse (22 morts)[1].

- AM261 (ancien 40-699, no 170) transporte le Duc de Kent le 2 août 1941 à travers l'Atlantique. Il s'écrase le 10 août 1941 sur le Goat Fell sur l'île d'Arran en Écosse[2].

- AM262 (ancien 40-700, no 171) est cédé à la BOAC avec l'immatriculation G-AGHG ; déclassé le 30 mai 1946.

- AM263 (ancien 40-701, no 172) est cédé à la BOAC avec l'immatriculation G-AGDS ; il s'écrase le 15 février 1942 à Eddystone.